# 斯特賴德岩

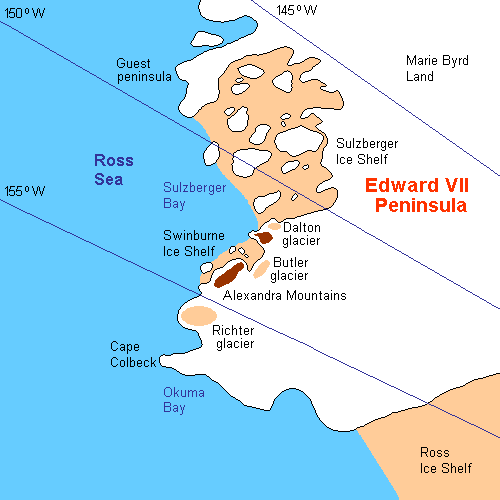

斯特賴德岩（英語：Strider Rock），是南極洲的岩石，位於愛德華七世地，處於尼爾森山西北面1.9公里，屬於洛克菲勒山脈的一部分，在1929年由美國探險隊發現，現時由南極條約體系管理。